# Glenbervie (Nouvelle-Zélande)
La ville de Glenbervie est une localité de la région Northland, située dans l’Île du Nord de la Nouvelle-Zélande.

## Situation
La cité de Whangarei siège au sud-ouest de celle de Glenbervie, et les localités de Kiripaka  et Ngunguru vers le nord-est. 
La «forêt de Glenbervie» est située au nord de la localité ,.

## Éducation
L’école de Glenbervie  est une école mixte contribuant au primaire allant de l’année 1 à 6, avec un taux de décile de 7 et un effectif de 231 élèves. 
L’école fut fondée en 1893.